# Tomioka (Gunma)
Tomioka (jap. 富岡市, -shi) ist eine Stadt in der Präfektur Gunma auf Honshū, der Hauptinsel von Japan.

## Geographie
Tomioka liegt nördlich von Fujioka, südlich von Annaka und westlich von Takasaki.

## Verkehr
- Straße:
  - Jōshinetsu-Autobahn
  - Nationalstraße 254
- Zug:
  - Jōshin-Dentetsu

## Töchter und Söhne der Stadt
- Haraguchi Tsuruko (1886–1915), Psychologin
- Yoshihiko Saitō (* 1972), Leichtathlet

## Weblinks

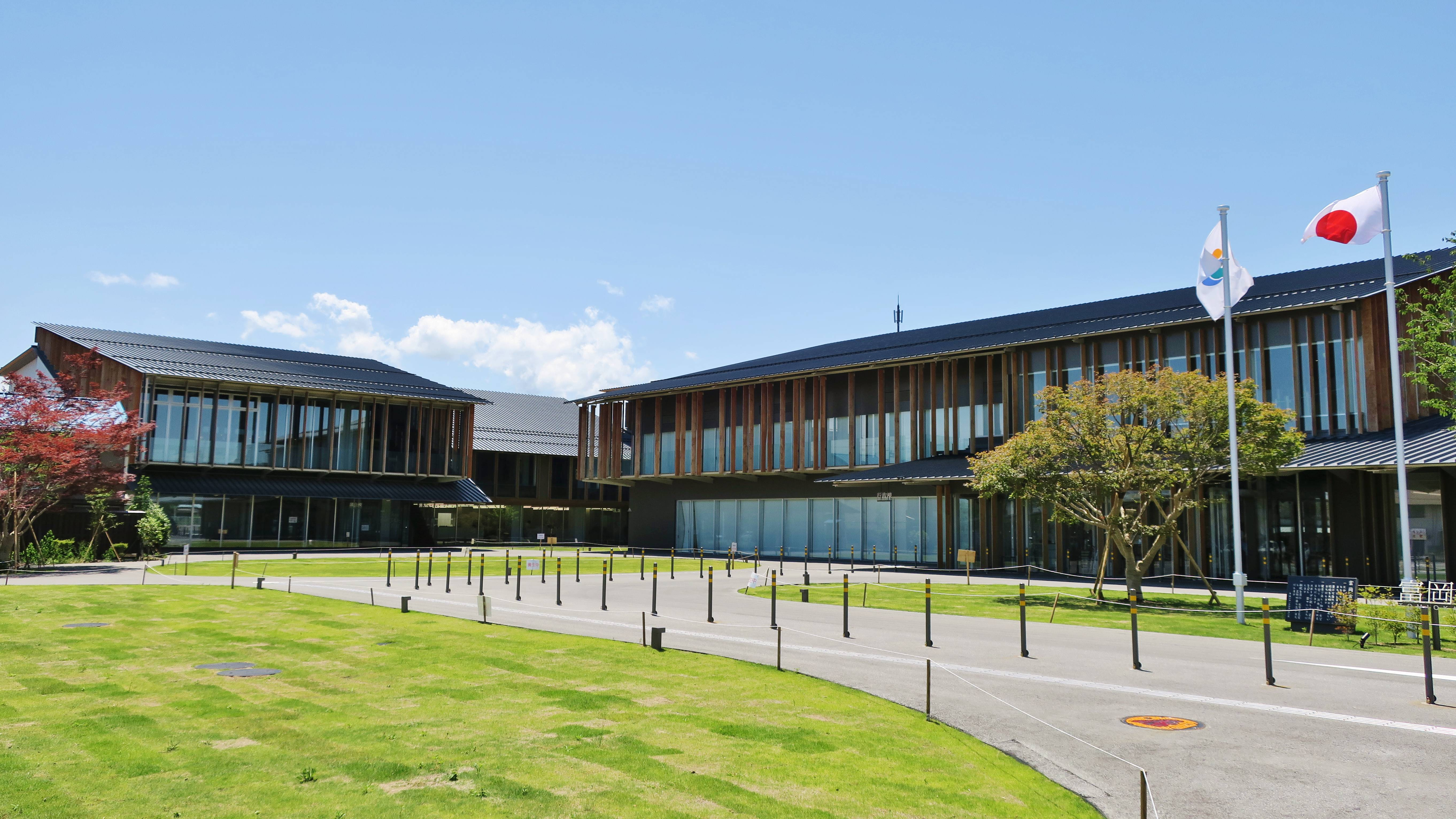
Rathaus von Tomioka

## Angrenzende Städte und Gemeinden
- Annaka
- Shimonita
- Kanra
- Yoshii